# Nudistička plaža Beterina
Beterina je nudistička plaža.
Nalazi se u Mlinima, oko 7 kilometara jugoistočno od Dubrovnika, u blizini hotela Astarea.
Na plaži se nalaze brojni sadržaji kojima suvremena plaža mora raspolagati.